# Sint-Symphorianuskerk (Deûlémont)
De Sint-Symphorianuskerk (Frans: Église Saint-Symphorien) is de parochiekerk van de gemeente Deûlémont in het Franse Noorderdepartement.
De huidige kerk is een driebeukige bakstenen kerk met lage voorgebouwde toren en enkele zijkapellen. De huidige kerk is van 1925 en vervangt een vroegere kerk die ten gevolge van de Eerste Wereldoorlog werd verwoest. De kerk bezit enkele glas-in-loodramen die onder meer episoden uit het leven van Sint-Symphorianus weergeven.
Als Dulzemonde kwamen veel West-Vlamingen ter bedevaart naar Deûlémont, om Sint-Symphorianus te vereren.

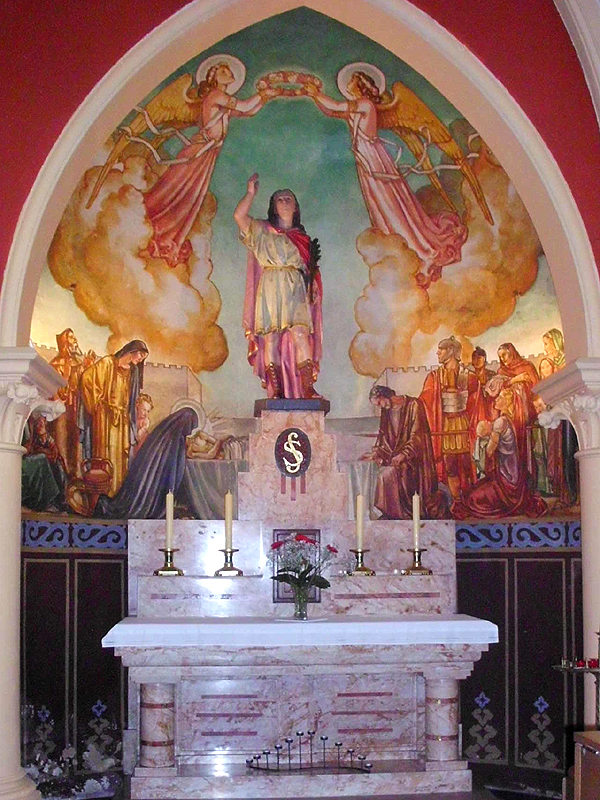
Altaar van Sint-Symforianus in de kerk van Deûlémont
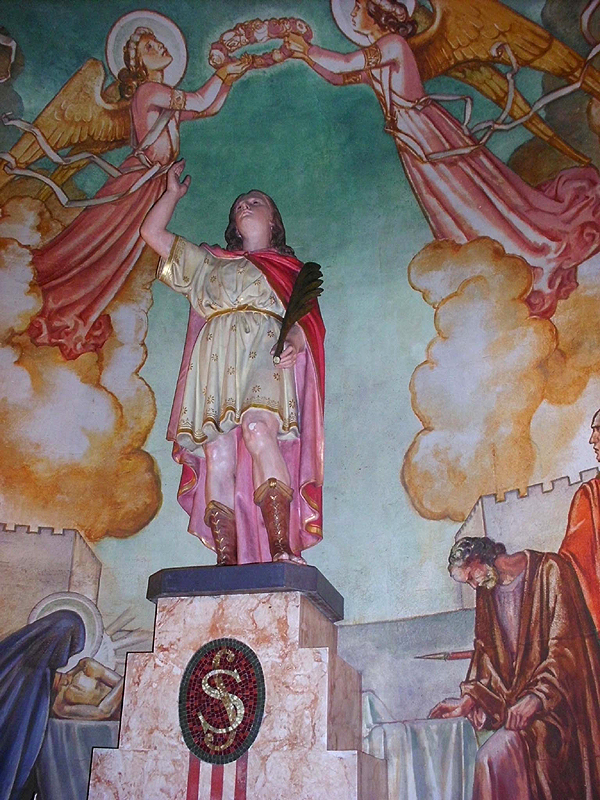
Beeld van Sint-Symforianus.
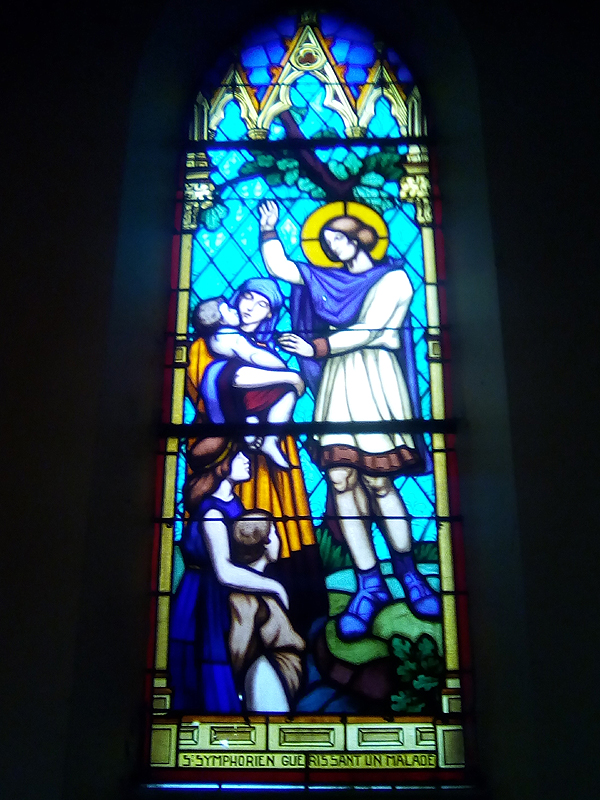
Sint-Symforianus geneest een ziek kind.
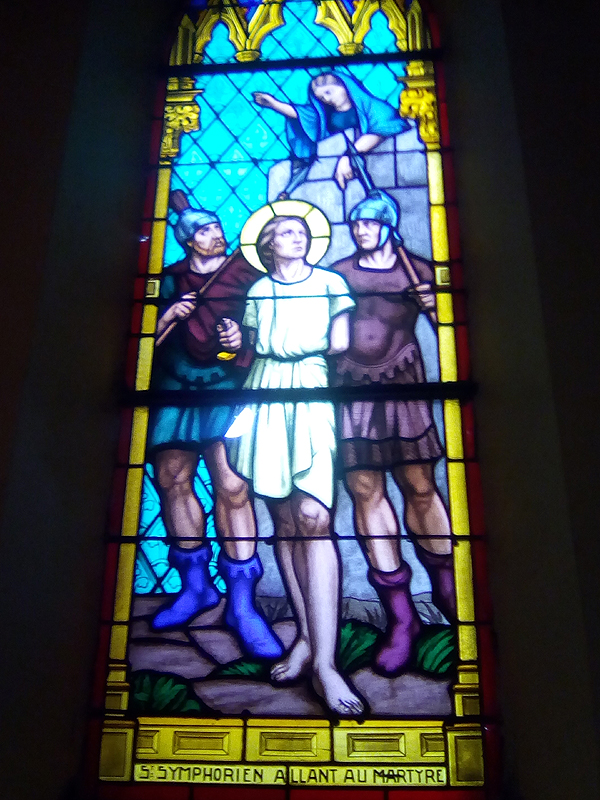
Sint-Symforianus gaat naar de marteldood.